# 布勒曼省

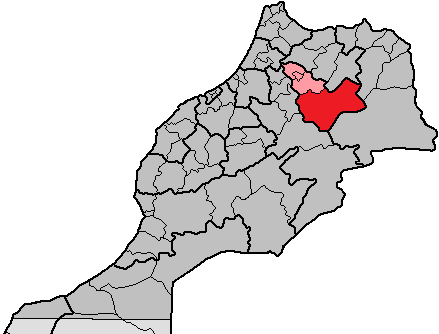

33°03′00″N 3°59′27″W / 33.05000°N 3.99083°W
布勒曼省（阿拉伯语：‎），是摩洛哥的省份，位於該國東北部，由非斯-梅克內斯大區負責管轄，首府設於米蘇拉，面積14,395平方公里，2004年人口185,110，人口密度每平方公里13人。